# Chips Rafferty

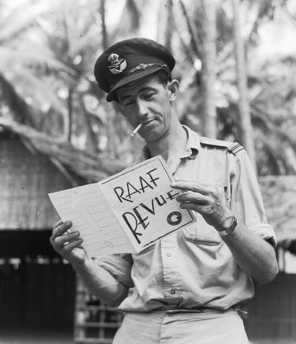
Chips Rafferty

Chips Rafferty (* 26. März 1909 in Broken Hill; † 27. Mai 1971 in Sydney) war ein australischer Schauspieler und Filmproduzent.

## Leben und Wirken
Rafferty war in seiner frühen Jugend Viehtreiber im Outback, Schürfer in einer Opalmine und Seemann. Ende der 1930er Jahre versuchte er sich als Schauspieler und fand Zugang zum Film. Der Durchbruch gelang ihm in Das große Treiben als Treckführer Dan McAlpine, der 1942 eine große Herde vor dem befürchteten Zugriff der Japaner über 1600 Meilen in den Süden Australiens trieb. Einen weiteren Erfolg feierte der großgewachsene Rafferty in Goldgräber als Peter Lalor in seinem Selbstbestimmungskampf gegen einen britischen Gouverneur.
Seine Popularität brachte ihm auch Angebote aus Großbritannien und Hollywood ein, wo er jedoch über unbedeutende Nebenrollen nicht hinauskam. 1952 gründete er die Produktionsfirma Playtypus Productions, 1953 die Filmgesellschaft Southern International, die sich allerdings gegen die übermächtige angloamerikanischen Konkurrenz nicht behaupten konnte.

## Filmografie (Auswahl)
- 1946: Das große Treiben (The Overlanders)
- 1947: Die Kinder von Mara-Mara (Bush Christmas)
- 1949: Goldgräber (Eureka Stockade)
- 1952: Gesetz der Peitsche (Kangaroo)
- 1953: Die Wüstenratten (The Desert Rats)
- 1956: Die Abenteuer des Capitaine Steve (Walk Into Paradise); auch Co-Drehbuch und Produktion
- 1960: Der endlose Horizont (The Sundowners)
- 1960: Auf schrägem Kurs (The Wackiest Ship in the Army)
- 1962: Meuterei auf der Bounty (Mutiny on the Bounty)
- 1967: Zoff für zwei (Double Trouble)
- 1970: Abenteuer in Neuguinea (Skullduggery)
- 1971: Ferien in der Hölle (Wake in Fright)